# Antonio Rivera Galarza
Antonio Rivera Galarza (24 de febrero de 1967) es un jinete mexicano que compitió en la modalidad de doma. Ganó tres medallas en los Juegos Panamericanos entre los años 1995 y 2003.

## Palmarés internacional
| Juegos Panamericanos | Juegos Panamericanos            | Juegos Panamericanos | Juegos Panamericanos |
| Año                  | Lugar                           | Medalla              | Categoría            |
| -------------------- | ------------------------------- | -------------------- | -------------------- |
| 1995                 | Mar del Plata (Argentina)       | Medalla de oro       | Por equipos          |
| 1999                 | Winnipeg (Canadá)               | Medalla de bronce    | Por equipos          |
| 2003                 | Santo Domingo (Rep. Dominicana) | Medalla de bronce    | Por equipos          |